# Ruth Núñez
Ruth Núñez (Málaga, 7 d'abril de 1979) és una actriu espanyola, coneguda per interpretar a Beatriz Pérez Pinzón a Yo soy Bea.

## Filmografia

### Televisió
| Papers fixos - Compañeros (1999-2001). Antena 3. Com Tanja. - El Pantano (2003). Antena 3. Com Herminia. - Yo soy Bea (2006-2008). Telecinco. Com Bea. - Frágiles (2012-2013). Telecinco. Com Lola. | Personatges episòdics - Periodistas (1998). Com Aurora. - Hospital Central (2000). Com Laura. - Policías, en el corazón de la calle (2002). Com Estrella. - Compañeros (2002). Torna a l'últim capítol de la sèrie. - El Comisario (2004). Com Olga Monforte. |

### Cinema
| Llargmetratges - Adiós con el corazón (2000), de José Luis García Sánchez. Com Doncella. - No te fallaré (2001), de Manuel Ríos San Martín. Com Tanja. - Yoyes (2000), d'Helena Taberna. Com Bego. | Curtmetratges - Lencería de ocasión (1999), de Teresa Marcos. Com Luisa. - Dejavu (2003) de (Jesús García). - NotamotoF (2004), de Rubén Coca. |

### Teatre
- Dark Dreams Club(2001)
- Cangrejos de pared, (2001)de Alfonso Vallejo
- La enfermedad de la juventud,(2002 Ferdinand Bruckner
- Romeo y Julieta (2009), de Will Keen. Com Julieta.
- Monologos de la vagina-de Eve Ensler] (2010/2011).

## Premis i nominacions
| Any  | Premi                      | Categoria                  | Títol               | Resultat   |
| ---- | -------------------------- | -------------------------- | ------------------- | ---------- |
| 1999 | Festival de Cine de Málaga | Curtmetratges              | Lencería de ocasión | Guanyadora |
| 2007 | Fotogramas de Plata        | Millor actriu de televisió | Yo soy Bea          | Nominada   |
| 2007 | Premis Unió de Actors      | Millor actriu              | Yo soy Bea          | Nominada   |
| 2007 | TP de Oro, Espanya         | Millor actriu              | Yo soy Bea          | Nominada   |
| 2007 | Premis Zapping             | Millor actriu              | Yo soy Bea          | Nominada   |
| 2008 | Premis Unió de Actors      | Millor actriu              | Yo soy Bea          | Nominada   |